# 2020年尼日利亞坎卡拉綁架案
2020年12月11日晚间，尼日利亚北部卡齐纳州坎卡拉一所男子寄宿中学的数百名学生遭到绑架。一伙枪手骑着摩托车对有800多名学生寄宿的政府科学中学（Government Science Secondary School）进行了一个多小时的袭击。12月12日，尼日利亞武装部队表示，他们在一片森林中发现了这伙人的藏身之处，并与他们發生交火。12月15日，博科圣地声称对这次袭击负责。12月17日，344名学生获释。